# Natural Bridges National Monument

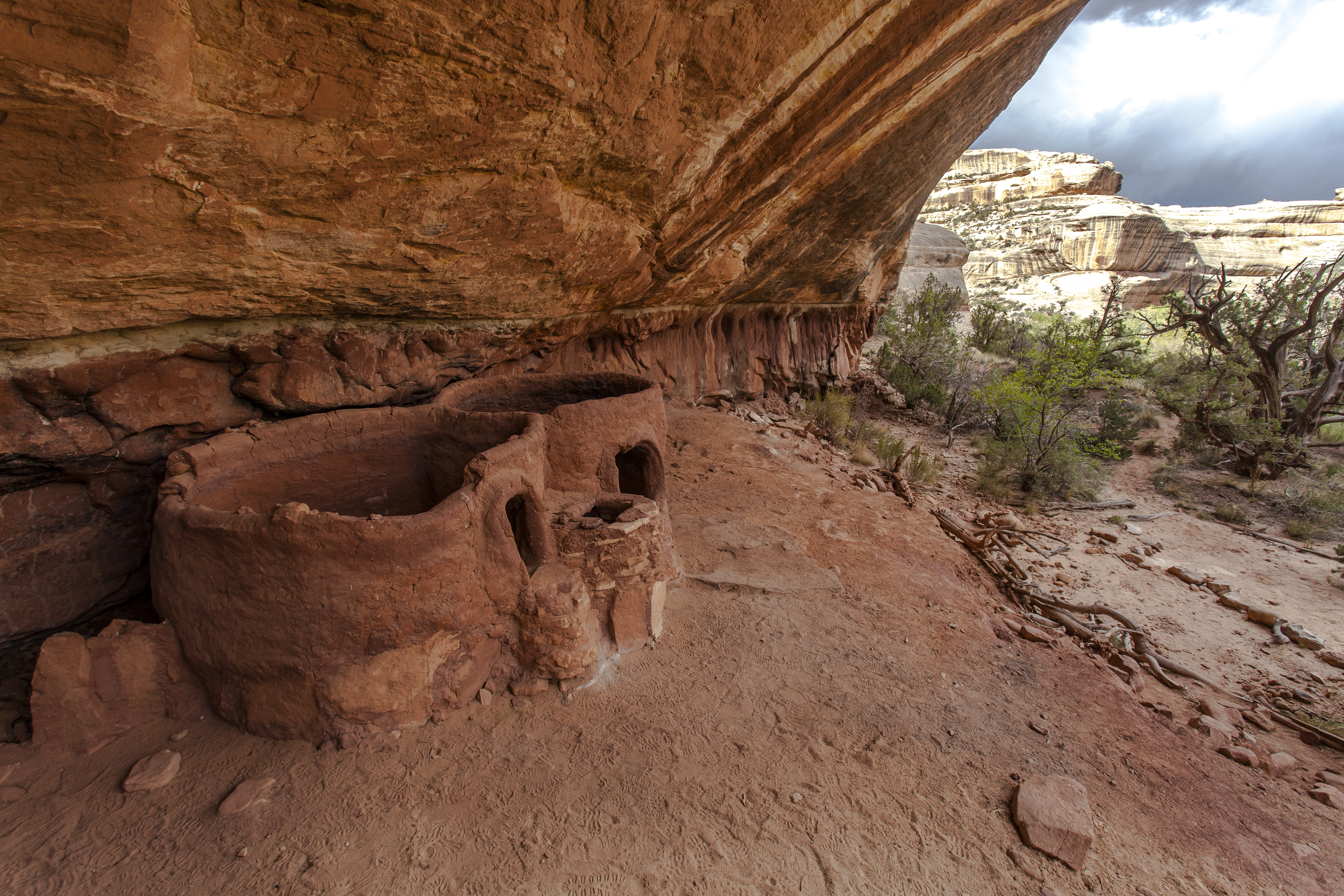
Horsecollar Ruinen der Anasazi

Die Natural Bridges [ˈnætʃrəl ˌbrɪdʒɪz] (deutsch Natürliche Brücken) sind ein National Monument im San Juan County im  US-Bundesstaat Utah. Sie liegen am östlichen Rand des Colorado-Plateaus im White und Armstrong Canyon. Am 16. April 1908 erfolgte die Ausweisung durch Präsident Theodore Roosevelt. Es war das erste National Monument in Utah.
Drei natürliche Steinbrücken – Sipapu, Kachina und Owachomo – wurden im Laufe von Millionen Jahren von plötzlich auftretenden Springfluten im ansonsten relativ trockenen, rund 150 m tiefen Bachbett herausgearbeitet. Anasazi-Indianer nutzten noch bis vor zirka 700 Jahren obere Felsränge im Canyon zur Besiedlung. Reste dieser Siedlung sind während einer Rundwanderung im Canyon zu sehen. Die Hauptattraktion sind die drei natürlichen Felsbrücken. Sie sind über den Bridge View Drive, der sich durch den Park schlängelt und an allen drei Brücken vorbeiführt, sowie über Wanderwege, die zu den Brücken hinunterführen, zugänglich. Es gibt auch einen Campingplatz und Picknickplätze. Es gibt ein Visitor Center im Schutzgebiet. 2002 kamen 100.000 Besucher in das Schutzgebiet.
Per 6. März 2006 wurde das Naturdenkmal auch als Lichtschutzgebiet von der International Dark Sky Association auch als International Dark Sky Park (IDSP, in Gold) anerkannt, das erste dieser Art weltweit. Er nennt sich seither auch Natural Bridges International Dark Sky Park.
Seit 2016 wird das Natural Bridges National Monument vom Bears Ears National Monument umschlossen.

## Geschichte des Gebietes
Die Steinbrücken und anderen Felsmerkmale wurden durch Erosionsprozesse geformt. Die zerstörerischen Kräfte von Wind und Regen, fließendem Wasser und eisigen Temperaturen griffen die Erhebungen an, sobald die tektonischen Verwüstungen in der späten Kreidezeit begannen. Das Colorado-Plateau wurde seit dem Ende der Kreidezeit vor etwa 66 Millionen Jahren um etwa 3.660 m angehoben. Ein Teil dieser Hebung erfolgte geologisch gesehen sehr schnell. In dem Maße, wie die Hebung zunahm, nahm auch die Erosion zu. Der Colorado River zum Beispiel hat sich seinen heutigen Lauf innerhalb der letzten 6 Millionen Jahre gegraben. Die höchsten Berge des Monuments reichen bis zu 2.000 m.
Menschen haben in der Gegend um Natural Bridges bereits seit 7500 v. Chr. gelebt. Dies ist durch Felszeichnungen und Steinwerkzeuge der Anasazi belegt, die an nahe gelegenen Fundorten gefunden wurden. Um 700 n. Chr. zogen die Vorfahren der modernen Indianer an diesen Ort und errichteten Gebäude aus Stein und Mörtel sowie Getreidespeicher. Diese Strukturen weisen Ähnlichkeiten mit denen im Mesa-Verde-Nationalpark auf, die man von den Bears Ears an der östlichen Grenze des Parks aus sehen kann. Wie die Bewohner von Mesa Verde scheinen auch die Bewohner von Natural Bridges die Region um das Jahr 1270 verlassen zu haben.
Europäer besuchten das Gebiet erstmals 1883, als der Goldsucher Cass Hite dem White Canyon flussaufwärts vom Colorado River folgte und die Brücken in der Nähe der Kreuzung von White Canyon und Armstrong Canyon fand. Im Jahr 1904 machte das National Geographic Magazine die Brücken bekannt.
Das Monument war jahrzehntelang fast unzugänglich, wie aus den Besucherprotokollen hervorgeht, die von den Verwaltern des Monuments geführt wurden. Von Blanding, der nächstgelegenen Siedlung, war ein dreitägiger Ritt nötig, um das Gelände zu erreichen. Erst nach dem Uranboom in den 1950er Jahren wurde der Park öfter besucht. In der Folge wurden neue Straßen in der Gegend angelegt, darunter die heutige Utah State Route 95, die 1976 asphaltiert wurde.

## Natur im Gebiet
Im National Monument liegen die drei Felsbrücken Owachomo (55 m lang), Sipapu (68 m lang) und Kachina (62 m lang).
Die Vegetation des Monuments besteht überwiegend aus Pinyon-Wacholder-Wäldern mit Gräsern und Sträuchern, die für die hochgelegene Wüste Utahs typisch sind. In den Canyons, wo es mehr Wasser und saisonale Bäche gibt, gedeihen Bäume wie Weiden, Eichen und Pappeln. Da das Monument seit fast einem Jahrhundert für die Weidewirtschaft gesperrt und das Befahren mit Geländewagen eingeschränkt ist, gibt es in Natural Bridges ausgedehnte Gebiete mit ungestörten, reifen kryptobiotischen Böden.
Es kommen Vogelarten wie Nacktschnabelhäher, Schluchtenzaunkönig und Truthuhn vor. Unter den Säugetiere finden sich Rotluchs, Kojote, Amerikanischer Schwarzbär, Maultierhirsch und Puma. Auch die Zwergklapperschlange kommt vor.

## Natural Bridges National Monument Solar Power System
Seit 1980 gibt es im Schutzgebiet das Natural Bridges National Monument Solar Power System. Es war 1980 die größte Photovoltaikanlage der Welt.